# Johann Georg Henle
Johann Georg Henle (* 5. April 1769 in Höchstädt an der Donau; † 19. Dezember 1852 in Augsburg) war ein Rotgerbermeister und Stifter des Augsburger Krankenhauses.

## Leben

### Familie
Johann Georg Henle war der Sohn des gleichnamigen Rotgerbers und dessen Ehefrau Maria (geb. Häckel), Tochter eines Schmieds.
Er war seit dem 16. September 1793 mit Maria Anna (* 16. Juli 1772), der Tochter des Bierbrauers und Gastwirts Johann Ulrich Guggenberger, verheiratet; die Ehe blieb kinderlos.
Nach seinem Tod fand der Trauergottesdienst im Augsburger Dom statt.

### Werdegang
Johann Georg Henle hatte das Gerberhandwerk erlernt und auf seinen Wanderjahren Bayern, Böhmen, Österreich, Frankreich und die norddeutschen Staaten bereist.
Weil er sich zur Ruhe setzen wollte, beendete Johann Georg Henle Ende 1826 das Gerberhandwerk, verkaufte das Wohnhaus und seine Gerätschaften für 6700 Gulden, und zog als Privatier von Höchstädt an der Donau nach Augsburg.

### Gesellschaftliches Wirken

Hauptkrankenhaus um 1878

Johann Georg Henle gründete in Höchstädt an der Donau eine Klosterschule für Mädchen und vermachte dem dortigen Spital 12.000 Gulden. Als 1842/1843 im Haus des Spitalverwalters die Mädchenschule unter Leitung der Dillinger Franziskanerinnen eingerichtet wurde, spendete er 8.000 Gulden zum Unterhaltsfonds der Schulschwestern.
In Augsburg stiftete er 100.000 Gulden für die Einführung der Barmherzigen Schwestern im Krankenhaus für die Katholiken; für die Überwachung der Durchführung seiner Stiftung bezeichnete er urkundlich den Magistrat und die Gemeindebevollmächtigten. 
Zu dieser Stiftung war es gekommen, weil in Bayern festgestellt wurde, dass mit der Auflösung der Klöster 1802/1803 (siehe Säkularisation in Bayern) auch die Seelsorge, das Schulwesen und die Krankenbetreuung betroffen war. Der König von Bayern, Maximilian I. Joseph, schloss am 24. Oktober 1817 ein Konkordat mit dem Vatikan (siehe Bayerisches Konkordat (1817)) ab, in dem unter anderem festgelegt worden war, dass religiöse Orden wieder eingeführt werden konnten, wenn diese bereit waren, sich um die Seelsorge, den Unterricht für die Jugend und die Krankenpflege zu kümmern; allerdings setzte erst König Ludwig I. die Vereinbarung um. Er empfahl München, sich mit dem Orden der Grauen Schwestern (siehe Kongregation der Schwestern von der hl. Elisabeth) in Frankreich in Verbindung zu setzen, sodass der Chefarzt des Münchner Krankenhauses, Johann Nepomuk Ringseis, die Initiative ergriff und am 12. Januar 1832 die Grauen Schwestern aus dem Mutterkloster in Straßburg im Krankenhaus eingeführt wurden; ein Schwesternkonvent hatte sich in München schon gebildet, deren Oberin, Ignatia Jorth, und die Novizenmeisterin, Apollonia Schmitt, aus Straßburg kamen und über Augsburg nach München anreisten.
Eine Abordnung des Augsburger Magistrats reiste 1833 nach München, um die Einrichtungen der dortigen Schwestern kennenzulernen. Die Bemühungen um die Einführung der Klosterfrauen scheiterten jedoch vorerst, weil Augsburg konfessionell gespalten war und was man dem einen zugestand, konnte man dem anderen nicht verwehren.
Anfang 1837 wurde der Augsburger Magistrat durch die Regierung von Schwaben gedrängt, sich wegen der Einführung der Barmherzigen Schwestern zu entscheiden. Nach Auswertung verschiedener Gutachten entschied der Magistrat 1838 endgültig, die Krankenpflege im Krankenhaus wegen der konfessionellen Trennung nicht den Barmherzigen Schwestern zu übertragen. Es wurde jedoch der Vorschlag gemacht, die in der Säkularisierung aufgehobenen Seelhäuser beider Konfessionen wiederzubeleben und ihre Insassen für die Krankenpflege zu verwenden. Nach einigen Beratungen kam der Magistrat zu dem Ergebnis, das katholische Bachsche Seelhaus wiederherzustellen und in einem neu zu bauenden Krankenhaus die konfessionelle Trennung, nach Zimmern oder Stockwerken, später nach Flügeln, einzuführen. Das Bachsche Seelhaus konnte 1844 im St. Barbarahof wiederhergestellt werden und wurde besetzt von drei führenden Barmherzigen Schwestern und acht Seelschwestern. Ein entsprechender Vertrag zwischen dem Magistrat und den Barmherzigen Schwestern in München wurde 1844 geschlossen, der 1846 nachgebessert und am 11. Januar 1847 in einer endgültigen offiziellen Fassung zu Protokoll gebracht wurde. 
Der Unterhalt der Schwestern im Bachschen Seelhaus war aber nicht gesichert und die Barmherzigen Schwestern konnten jederzeit nach München beordert werden. Da half eine großzügige Spende, ihren Unterhalt auf Dauer zu sichern, die Johann Georg Henle mit einer Schenkungsurkunde am 29. Juni 1852 tätigte, um den Barmherzigen Schwestern den Weg ins Augsburger Krankenhaus zu öffnen. Die Urkunde enthielt folgende Bestimmungen und Bedingungen:
1. Der Privatier Johann Georg Henle übergibt dem Magistrat aus seinem Vermögen 100.000 Gulden und knüpft daran einige Bedingungen.
2. Die Barmherzigen Schwestern sollen in Augsburg ein Mutterhaus erhalten und als Korporation etabliert werden.
3. Das Eigentumsrecht an der Stiftung bleibt bei den Barmherzigen Schwestern und der Stadtgemeinde katholischen Anteils. 
4. Die Nutznießung der Zinsen zu 3,5 % dient zu 6/7 für den Unterhalt des Ordenspersonals und zu 1/7 dem Hause zur Aufnahme armer Mädchen in den Orden.
5. Andersgläubigen wird die Pflege nicht verweigert.
6. Der Stadtmagistrat muss geeignete Lokalitäten bereitstellen und unterhalten und dienstunfähig gewordenes Personal versorgen.
7. Die Schenkung ist perfekt, wenn die Stadtparlamente sie angenommen haben, andere Zustimmungen sind nicht nötig.
8. Die Zinsen sollen noch 14 bis 18 Monate in Höhe von 1500 Gulden dem Spender zufallen, dann ganz (3500 Gulden) zur Heranbildung von Schwestern und zur Ausstattung des Mutterhauses verwendet werden.
9. Den Schuldnern der vom Stifter ausgeliehenen Gelder sollen die Kapitalien noch auf 10 Jahre zu 3,5 % Zins überlassen bleiben. 
10. Bis zur Etablierung des Augsburger Mutterhauses vertritt die Rechte des Ordens der Superior und die Oberin von München.
11. Wenn nach 10 Jahren vom Ableben des Stifters an die Hauptbedingungen, nämlich Einführung der Schwestern ins Krankenhaus, Bau eines Mutterhauses durch die Stadt und Etablierung des Ordens in Augsburg, nicht erfüllt sind, fällt das Kapital an das Domkapitel Augsburg, das dessen Zinsen zu einem guten Zweck verwenden soll.
Der Magistrat stimmte am 10. Juli 1852, die Gemeindebevollmächtigten am 4. August 1852 und die Regierung von Augsburg am 4. September 1852 zu. Zuletzt stimmte das Ordenshaus in München der Stiftung zu, stellte aber die Bedingung, dass Augsburg Kandidatinnen aufnehmen und heranbilden, sein Vermögen selbst verwalten könne und einen geistlichen Vorstand für interne Angelegenheiten haben solle.
Der König, Maxmilian II., verfügte 1853, dass die Stiftung zukünftig Johann-Georg-Henle'sche Stiftung genannt werden soll.
1851 beschloss der Konvent der evangelischen Geistlichen, zur Einführung von Diakonissen in Augsburg 100 Gulden zur Verfügung zu stellen. Der Pastor Theodor Fliedner aus Kaiserswerth war 1853 bereit, einige Pflegerinnen nach Augsburg zu entsenden.
Freiherr Ferdinand Benedikt von Schaezler rief 1854 eine Stiftung mit einer Anfangshöhe von 10.000 Gulden in Leben, die dem Unterhalt der Augsburger Diakonissen und ihrer Ausbildung dienten. 
1850 begann der Augsburger Magistrat mit der Planung eines Krankenhausneubaus; am 19. Mai 1856 wurde der Grundstein gelegt und 1859 das Haus eröffnet, in dem es eine katholische und eine evangelische Abteilung gab; im Ostflügel führten die Diakonissen und im Westflügel die Barmherzigen Schwestern Haushalt und Pflege.
Der Bau des Mutterhauses erfolgte mithilfe des Kaufmanns Franz Xaver Stadler, der am 23. Juli 1862 für 10.000 Gulden ein Haus, das nahe beim Krankenhaus lag, den Barmherzigen Schwestern schenkte.

## Ehrungen und Auszeichnungen
Johann Georg Henle wurde kurz vor seinem Tod zum Ehrenbürger von Augsburg ernannt, der offizielle Termin der Verleihung erfolgte jedoch erst nach seinem Tod am 1. Januar 1853.
In Augsburg wurde die Henlestraße nach ihm benannt.